# 北陸商銀信用組合
北陸商銀信用組合（ほくりくしょうぎんしんようくみあい）は2007年12月まで存在し、福井県福井市に本店を置いていた在日韓国人系の信用組合である。統一金融機関コードは2434で、合併前時点での店舗数は4ヶ店だった。2007年12月25日をもって横浜商銀信用組合と合併し、存続組合である横浜商銀は中央商銀信用組合に改称された。

## 沿革
- 1965年4月 福井商銀信用組合として設立。
- 2000年6月 富山商銀信用組合の事業を譲り受けし、北陸商銀信用組合に改称する。
- 2001年4月 石川商銀信用組合の事業を譲り受ける。
- 2007年12月 横浜商銀信用組合に合併され、消滅。同時に、組合の名称を「中央商銀信用組合」に改称し、本店所在地を横浜商銀本店に置く。